# Гугешашвили, Лука
Лука Гугешашвили (груз. ლუკა გუგეშაშვილი; род. 29 апреля 1999, Тбилиси) — грузинский футболист, вратарь греческого клуба «Пансерраикос» и национальной сборной Грузии.

## Клубная карьера
Воспитанник тбилисского «Динамо». В начале 2016 года перешел в польскую «Ягеллонию». Там выступал за молодёжную команду, но за основу так и не дебютировал, поэтому в 2017 году он был отдан на правах аренды в клуб польского четвёртого дивизиона «Подляшье».
В 2018 году он был отправлен в аренду в грузинский клуб «Дила», где и дебютировал на высшем уровне. Отыграл за команду из Гори следующий год своей игровой карьеры. Большинство времени, проведенного в составе «Дели», был основным вратарём.
В июле 2019 года Гугешашвили перешёл на правах аренды в испанскую «Гранаду», но сыграл лишь 5 матчей за резервную команду «Рекреативо Гранада» в Сегунде Б, поэтому в январе 2020 года аренда была прервана и игрок снова вернулся в «Дилу», где провёл ещё два года. Вновь Лука был вратарём основного состава команды.
В начале 2022 года во время зимнего перерыва перешёл в азербайджанский клуб «Карабах». 1 февраля 2022 дебютировал в составе «Карабах» и игре против «Кешли» в Кубке Азербайджана. В сезоне 2021/2022 помог клубу оформить золотой дубль.
В июле 2024 года Гугешашвили покинул «Карабах» и перебрался в греческий «Пансерраикос», с которым подписал 2-летний контракт.

## Карьера за сборную
В 2015 году дебютировал в составе юношеской сборной Грузии (до 17 лет). Всего на юношеском уровне Гугешашвили принял участие в 13 играх, пропустив 18 голов.
С 2018 по 2020 года привлекался в состав молодёжной сборной Грузии. На молодёжном уровне сыграл в 14 официальных матчах, пропустил 22 гола.
25 марта 2023 года дебютировал за национальную сборную Грузии в товарищеском матче против сборной Монголии (6:1), заменив в перерыве Георгия Лория, и в течение второго тайма не пропустил ни одного гола. Был включён в состав на чемпионат Европы 2024 в Германии.

## Достижения
«Карабах»
- Чемпион Азербайджана: 2021/22, 2022/23, 2023/24
- Обладатель Кубка Азербайджана: 2021/22, 2023/2024